# Miroslav Sehnal
Miroslav Sehnal (* 18. prosince 1953 Bruntál) je český prozaik a publicista. Jeho povídky vycházejí z kritiky konvenčního a konformního života, otevřeně favorizují pozitivní stránky vztahů mezi lidmi. Postavy se zpravidla ocitají v mezních situacích, které prověřují jejich mravní rozměr (V kartách se nepodvádí, 1990). V souboru Nevinní (1999) je rozvedena myšlenka několika vžitých přísloví typu „kdo jinému jámu kopá, sám do ní padá“. V "hodinovém" triptychu (Hodinu před svítáním, V hodině svítání a Hodinu pod drnem) s nadsázkou a sarkasmem popisuje vztah mezi mužem a ženou.

## Životopis
Jako desetiletý publikoval poprvé v ostravském regionálním časopise pro děti Bloček, ve čtrnácti letech spolupracoval s celostátním časopisem pro mládež Větrník (krátké povídky) a s Českým rozhlasem, kde kromě povídek později publikoval okolo 200 fejetonů a dvě rozhlasové dramatizace (Volba, premiéra 1985 a Zával, premiéra 1986). Jeho povídky uveřejňovaly také noviny a časopisy: Literární měsíčník, Kulturní měsíčník, Květy, Nová svoboda. Jeho sepětí s hudbou se projevilo v publikační činnosti. Pro noviny a časopisy (Melodie, Tvorba, Kino, Kulturní měsíčník, Nová svoboda a další) psal kritiky a profily. V roce 1993 vydal soubor „pijáckých historek“ Lidový receptář na poopiční stavy.
Pracoval v několika ostravských kulturních střediscích, nyní působí jako hudební dramaturg Domu kultury města Ostravy (od 2005). Novinář v Ostravském večerníku (do 1978), ČTK (do 1982), Československé televizi (do 1984), v časopise Výrobní družstevnictví (do 1985) a Hlubiňák (do 1989). V 70. a 80. letech spolupracoval s ostravským Divadlem hudby, psal a realizoval scénáře pro audiovizuální prezentaci hudebních skupin, jakož i hudební dramatizace (Perníkové rozjímání – režie Jan Kačer). V představení Samův syn (1985) – účast Jaromír Nohavica – došlo ke svébytnému spojení živé hudby, filmu a divadelní dramatizace. Uvádění hry bylo tehdejším režimem po několika reprízách zakázáno. V 80. letech založil první rockový klub na Moravě – Žalák, tvořil jeho dramaturgii. Stál u zrodu ostravské skupiny Buty, která se poprvé prezentovala v rámci Rockfestu (1986). Dramaturg ostravského klubu Atlantik. Napsal několik scénářů pro Českou televizi k dokumentům o amatérských kapelách. V roce 1990 byl v rámci družstva Sampex Ostrava spoluzakladatelem nakladatelství Petit, později založil vlastní nakladatelství Maja. Od roku 1999 začal vydávat recesní neperiodickou publikaci Prcka – WelCome, která v listopadu téhož roku obdržela certifikát provozovatele pelhřimovského Muzea kuriozit jako 1. česká publikace tištěná na toaletním papíře.

## Dílo
Knižně:
- V kartách se nepodvádí, 1990, Profil, Ostrava, ISBN 80-7034-005-3
- Lidový receptář na poopiční stavy, 1993, Maja, Ostrava, ISBN 978-80-254-0782-0
- Nevinní, 1999, Maja, Ostrava, ISBN 80-238-5222-1
- Hodinu před svítáním, 2007, Repronis, Ostrava, ISBN 978-80-239-9428-5
- V hodině svítání, 2008, Repronis, Ostrava, ISBN 978-80-254-3156-6
- Hodinu pod drnem, 2009, Repronis, Ostrava, ISBN 978-80-254-5229-5

Účast v almanaších: Oheň, 1975, Profil, Ostrava.
Překlady: Sehnalovu novelu Hodinu pod drnem přeložil pro polské vydavatelství Good Books přední polský bohemista Jan Stachowski. V Polsku vyšla kniha pod názvem Godzina próby (2010).